# 松岡陽子 (アナウンサー)
松岡 陽子（まつおか ようこ、1979年7月10日 - ）は、中京テレビ放送の元アナウンサー。

## 来歴
名古屋市出身。愛知県立旭丘高等学校、慶應義塾大学経済学部卒業。
テレビ朝日アスクの卒業生で、慶應義塾大学在学時にはテレビ朝日で毎週土曜・日曜20時56分から放送されていた『あすの空もよう』というミニ番組を担当していた。
大学卒業後、2003年4月に中京テレビに入社。入社から3年後の2006年に、日本テレビ系列局入社3年目までの全アナウンサーが対象となるNNSアナウンス大賞で2005年度の新人賞を受賞した。
2010年5月31日、担当番組『news every.』中京テレビローカルパートの冒頭で結婚したことを発表した。その後2012年9月28日、『キャッチ!』のエンディングにて妊娠中であることを発表。同年12月より産前産後休業に入った。
2013年1月20日、長男を出産（1月25日の『キャッチ!』にて、恩田千佐子から発表）。2015年4月に職場復帰した。
2018年9月8日より2度目の産前産後休業に入り、9月21日に次男を出産した（本人のブログによる発表）。2019年11月に再び職場復帰した。
2021年11月30日より3度目の産前産後休業に入ることをブログで発表した2023年4月より育休から復帰。
入社から20年が過ぎた2023年8月頃、中京テレビのプロフィールから削除された。2025年1月9日のアナウンサーブログで、2023年6月に中京テレビの秘書グループに人事異動となり、現在は会長と社長の秘書を務めていることを報告。

## 人物
- 3歳までアメリカに住んでいた。
- 特技はピアノ、ダンス。また、愛知万博の紹介番組『特報!EXPOプレス』では時々英語でインタビューをすることもあった。
- 好きな物は納豆、チーズ、キムチ、ヨーグルト。
- ブログのタイトルにもあるように、「まっつん」という愛称で呼ばれている。

## 担当番組
- お助けマンマミーア! （アシスタント）
- 特報!EXPOプレス（サブキャスター）
- 中京テレビニュースプラス1 （中継担当、メインキャスター代役）
- おめざめワイド（メインキャスター代役）
- 中京テレビNEWSリアルタイム（サブキャスター）
- news every. 中京テレビローカルパート（サブキャスター）
- クレママ(司会)
- NNNストレイトニュース (中京テレビ)
- キャッチ!ブランチ（MC）
- ITパンプ（ナレーション）
- キャッチ!（ナレーション）
- NNN各ニュース（ローカル枠）